# Red de Mujeres Transformando la Economía
La Red Latinoamericana Mujeres Transformando la Economía (REMTE) es una red transnacional de organizaciones de mujeres de América Latina que desde el feminismo hace una crítica a los acuerdos de libre comercio y desarrolla propuestas basadas en la economía solidaria. Fue creada en 1997 con el objetivo de contribuir a la apropiación crítica de la economía por parte de las mujeres. La red trabaja en desarrollo humano, deuda externa, discriminación de género, la economía mundial, las economías transformadoras, el empoderamiento, la Integración social, la situación de las mujeres en el desarrollo, etc. También ha desarrollado la campaña "contra la mercantilización de la vida y el cuerpo de las mujeres".
Su coordinadora es la economista ecuatoriana Magdalena León T.

## Antecedentes
A partir de los años 80 del siglo XX los programas de ajuste estructural en América Latina, la implantación de políticas económicas neoliberales y la negociación de acuerdos de libre comercio tuvieron un importante impacto en la vida de las mujeres, pero la mayoría de análisis planteados no tuvieron en cuenta la perspectiva feminista ni la situación de las mujeres. Si resultaron un importante detonador en la transnacionalización de la solidaridad feminista cuyos movimientos se han organizado más allá de las fronteras nacionales desde los años ochenta, tanto en los encuentros feministas como en el proceso de preparación y seguimiento de las cumbres de Naciones Unidas durante la década de los noventa.
Por otro lado organizaciones internacionales como Banco Mundial y PNUD dieron una súbita prioridad a la "lucha contra la pobreza" pero según analistas como la socióloga belga Francine Mestrum se instrumentalizaba a las mujeres como pobres y era fundamental analizar los significados de su protagonismo en las políticas y paquetes antipobreza.
Por lo general la economía no se situaba como punto prioritario en la agenda de la mayoría de las organizaciones de mujeres y el movimiento feminista. Investigadoras y académicas trabajaban en el análisis de los procesos económicos pero se planteó la necesidad de que organizaciones de mujeres y feministas de base se implicaran también en la reflexión y la acción.
En 1996 se celebró el taller "Globalización del neoliberalismo y justicia económica para las mujeres" en el VII Encuentro Feminista Latinoamericano y del Caribe celebrado en Chile donde se debatió la necesidad de los grupos de mujeres se implicaran en el debate económico. Un año después se organizó en Lima un seminario para discutir sobre los programas de ajuste estructural en América Latina y sus impactos en la vida de las mujeres. Al final el taller la red se constituyó formalmente.

## REMTE
En 1997 se creó la Red Latinoamericana Mujeres Transformando la Economía que se define a sí misma como un “espacio de análisis y acción que busca contribuir a la apropiación crítica de la economía por parte de las mujeres, a través de la generación de ideas, debates, acciones e iniciativas políticas”.  
Desde un principio -explica Nalu Faria - la red se propuso ser una red de intervención, o sea de construcción de movimiento; por eso combinó actividades de investigación, participación en campañas, formación de liderazgos y articulación con otros movimientos sociales.
La primera investigación colectiva de la REMTE organizada en seis países fue sobre las condiciones de trabajo de las mujeres en el periodo de auge del neoliberalismo en la región donde era predominante la visión de que no era posible pensar en empleo para todos y para todas. Más tarde se involucró en campañas sobre temas macroeconómicos, inicialmente la campaña contra el pago de la deuda externa y posteriormente contra el ALCA. 

### La organización
La REMTE está conformada por organizaciones de base que dan énfasis a la educación popular y las metodologías participativas con el objetivo de defender los derechos económicos, sociales y culturales de las mujeres y plantear un cambio de modelo económico más allá de los programas del Banco Mundial o del Fondo Monetario Internacional.
En su mayoría sus participantes son mujeres del campo y la ciudad, investigadoras, académicas feministas y miembros de organizaciones no gubernamentales y de organizaciones de base, presentes en diez países de América Latina: Bolivia, Brasil, Chile, Colombia, Costa Rica, Ecuador, El Salvador, México, Nicaragua, Perú y Venezuela que tienen como objetivo defender los derechos económicos, sociales y culturales de las mujeres construyendo puentes entre economía y feminismo .
Entre las investigadoras y activistas que forman parte de la REMTE se encuentran Miriam Nobre y Nalu Faria (Brasil), Sara Román (México) Rosa Guillén (Perú) y la actual coordinadora Magdalena León T (Ecuador).

### Coordinación con otros organismos
REMTE se creó en 1997 y un año más tarde, en 1998 se celebró el Primer Encuentro Internacional de la Marcha Mundial de las Mujeres con el que se coordinó desde entonces. Ambas organizaciones se involucraron en la construcción del proceso del Foro Social Mundial. También forma parte de la Asamblea de Movimientos Sociales, del comité de mujeres de la Alianza Social Continental iniciada en 1998 durante la Cumbre de los Pueblos y de la Minga informativa de movimientos sociales.
Entre las campañas en las que ha participado están contra el Área de Libre Comercio de las Américas, las negociaciones de la Organización Mundial de Comercio y la cancelación de la deuda. 

## Objetivos
La red desarrolla el doble objetivo de colocar el tema del libre comercio en las agendas de los movimientos de mujeres y, al mismo tiempo, integrar una visión feminista en el trabajo y reflexiones de las coaliciones mixtas de resistencia a estos procesos de integración.

## Posiciones
La REMTE considera que una economía solidaria no sólo está relacionada con la producción sino que debe integrar también el ámbito de la reproducción y hacer visible unas relaciones económicas que son las que hasta ahora se fundan en la solidaridad de manera preponderante, aunque en condiciones desiguales, como son las relaciones que se dan en los hogares, porque el móvil de las iniciativas y el trabajo de las mujeres en el barrio, en la comunidad, en la familia es la solidaridad.
Esta formulación de un modelo de economía solidaria debe poner por delante la trayectoria, la experiencia de las mujeres y hacer que toda la población comparta, se responsabilice de los cuidados y que el Estado tome esto como uno de los objetivos.
REMTE critica no solamente el libre comercio, sino que también cuestiona los movimientos sociales que puedan reproducir las iniquidades de género en sus discursos y estrategias de resistencia frente a los tratados de libre comercio.
Somos mujeres y no mercancías: “en Seattle se decía, ‘el mundo no es una mercancía’ y … nosotras decimos, ‘las mujeres tampoco’. Ahí salió la campaña contra la mercantilización de la vida y el cuerpo de las mujeres, ‘las mujeres dicen no a la tiranía del libre mercado’” (Faria)

## Publicaciones
- Magdalena León T. Mujeres y trabajo. Cambios impostergables (2003)  Ponencias presentadas en enero del 2002, en el marco del Foro Social Mundial en Porto Alegre, en el Seminario Mujeres y trabajo: realidades y propuestas para el cambio, organizado por la Red de Mujeres Transformando la Economía –REMTE-, junto con el Grupo de Trabajo de Género del Consejo Latinoamericano de Ciencias Sociales –CLACSO- y la Marcha Mundial de las Mujeres-América Latina. Entre ellos artículos de Magdalena León T., Cristina Carrasco, Patricia Amat y León, Martha Rosemberg, Elizabeth Peredo Beltrán.
- Mujeres en resistencia, experiencias, visiones y propuestas (2005) ISBN: 9978-44-028-3
- Construir la igualdad. Debates feministas en el Foro Social Mundial. (2003) Nalu Faria, comp.